# Isotropia
In fisica, l'isotropia è la proprietà dell'indipendenza dalla direzione, da parte di una grandezza definita nello spazio. Il suo contrario è l'anisotropia.

## Caratteristiche fisiche dei materiali
In una sostanza isotropa, le proprietà fisiche non dipendono dalla direzione in cui si analizza la sostanza stessa (ad esempio, l'indice di rifrazione nel vetro che indica che il comportamento della luce è uguale in tutte le direzioni), al contrario di una sostanza anisotropa (ad esempio, in una tavola di legno, la resistenza meccanica dipende da come è orientata la forza esterna rispetto alle fibre della tavola stessa).
I solidi inorganici hanno solitamente struttura cristallina e solo quelli che cristallizzano con reticolo cubico sono isotropi; inoltre, l'isotropia è assicurata per i solidi amorfi e, in buona approssimazione, per quelli policristallini (costituiti da un gruppo di piccoli cristalli con orientazione casuale). Nella pratica ingegneristica, solo i solidi monocristallini non cubici e i materiali fibrosi hanno proprietà fisiche (come ad esempio la conducibilità termica) che dipendono dall'orientamento del corpo in esame, cioè sono anisotropi. Tali proprietà non sono quindi identificabili con una quantità scalare ma con un tensore (matrice 3x3).

## Simmetrie fisiche nel tempo e nello spazio e principi di conservazione
Analogamente, può essere definita l'isotropia del tempo: i due versi del tempo sono tra loro equivalenti. In generale, si dimostra che le grandi proprietà di simmetria - omogeneità del tempo, isotropia e omogeneità dello spazio - sono correlate a importanti principi di conservazione dell'energia, del momento angolare, della quantità di moto.
Un'altra interessante conseguenza dell'isotropia del tempo è il fatto che le leggi fondamentali sono invarianti per inversione temporale: se un fenomeno è vero nel tempo reale, nulla impedirebbe il suo svolgersi al contrario. A salvare la situazione interviene il secondo principio della termodinamica, in base al quale l'entropia dell'universo (in quanto sistema isolato) è in continuo aumento e sono possibili spontaneamente (in quanto molto più probabili) soltanto quei fenomeni che tendono ad accrescere il disordine complessivo di un sistema isolato.